# Ferdinand Sarrien
Ferdinand Sarrien (ur. 15 października 1840, zm. 28 listopada 1915) – francuski polityk czasów III Republiki, premier Francji.
Sarrien urodził się w 1840 roku w Bourbon-Lancy. W młodości studiował prawo a następnie został adwokatem. Uczestnik wojny francusko-pruskiej. Po wojnie wstąpił do partii republikańskiej. W 1873 roku wszedł do rządu Alberta Victora de Broglie.
W 1876 roku został wybrany do Zgromadzenia Narodowego. W parlamencie reprezentował departament Saona i Loara. Od 1885 roku pełnił liczne funkcje ministerialne obejmując urząd spraw wewnętrznych a następnie sprawiedliwości.
12 marca 1906 roku stojąc na czele przedstawicieli ugrupowań republikańskich i lewicowych został mianowany na funkcję premiera Francji. Po kilku miesiącach rządzenia, socjaliści wchodzący w skład tzw. koalicji republikańskiej opuścili rząd. W wyniku tego Sarrien stracił urząd premiera 25 października 1906 roku. Nowym premierem Republiki Francuskiej został Georges Clemenceau.
Ferdinand Sarrien zmarł w 1915 roku w Paryżu w wieku 75 lat.